# Bossa Nova by Puente
Bossa Nova by Puente è un album di Tito Puente, pubblicato dalla Roulette Records nel 1962.

## Tracce
Lato A
1. Come to See the Mardi Gras (Não tenho lágrimas) – 2:38 (Max Bulhões, Milton de Oliveira)
2. Desafinado – 2:58 (Antônio Carlos Jobim, Newton Mendonça)
3. Little Brown Boy – 2:00 (Geraldo Pereira)
4. Recado – 2:24 (Luiz Antonio, Djalma Ferreira)
5. Payaso – 2:25 (Hilton Ruiz)
6. O' pato – 2:20 (Jayme Silva, neuza Teixeira)

Lato B
1. Loco Bossa Nova – 2:12 (Tito Puente)
2. One Note Samba – 2:35 (Jon Hendricks, Antonio Carlos Jobim, Newton Mendonça)
3. Teleco te'co #2 – 2:30
4. Brazilandia – 2:35 (Gilberto Lopez)
5. Bossa Nova a la Puente – 2:15 (Frank Colon)
6. Meditação – 2:15 (Antonio Carlos Jobim, Newton Mendonça)

## Musicisti
- Tito Puente - timbales, vibrafono, percussioni, leader
- altri musicisti non accreditati